# Fotboll Club Höllvikens
O Höllvikens GIF é um clube de futebol da Suécia fundado em 4 de outubro de 1933. Sua sede fica localizada em Höllviken.